# Arata Kozakai
Arata Kozakai (japanisch 小酒井 新大 Kozakai Arata; * 21. September 2001 in der Präfektur Shiga) ist ein japanischer Fußballspieler.

## Karriere
Arata Kozakai erlernte das Fußballspielen in der Schulmannschaft der Kusatsu East High School sowie in der Universitätsmannschaft der Chūkyō-Universität. Von September 2023 bis Saisonende 2023 wurde er von der Universität an den Zweitligisten Ōita Trinita ausgeliehen. Hier kam er jedoch nicht zum Einsatz. Nach der Ausleihe wurde Kozakai am 1. Februar 2024 von Ōita Trinita fest unter Vertrag genommen. Sein Zweitligadebüt gab Arata Kozakai am 25. Februar 2024 (1. Spieltag) im Heimspiel gegen Vegalta Sendai. Bei dem 1:1-Unentschieden wurde er in der 87. Minute für Naoki Nomura eingewechselt.